# Thomas Tew

Piratenflagge Tews

Thomas Tew (* in Rhode Island; † Anfang 1695), aufgrund seines Geburtsortes auch bekannt als „The Rhode Island Pirate“, war ein aus Britisch-Nordamerika stammender Pirat.
Der Gouverneur der Bermudas beauftragte Tew Ende 1692, mit zwei Schiffen die französische Handelsniederlassung in Gorée an der Flussmündung des Gambia anzugreifen und zu plündern. Für diesen Auftrag bekam Tew einen Kaperbrief ausgestellt, finanziert wurde diese Expedition von mehreren Geschäftsleuten der Bermudas. Nachdem Tew im Juni 1693 ein Schiff durch Mastbruch verloren hatte, überredete er die verbliebene Mannschaft, mit ihm als Kapitän auf eigene Rechnung im Indischen Ozean Beute zu machen: „Ich nehme Kurs auf Madagaskar mit der Absicht, nicht nur mein Glück zu machen, sondern auch das der tapferen Männer, die sich mir angeschlossen haben.“ Gemeinsam schwor die Crew: „Ob goldene Kette oder Holzbein, wir stehen zu Euch.“
Tew umsegelte mit der „Amity“ das Kap der Guten Hoffnung. Nachdem man in Madagaskar Proviant und Wasser an Bord genommen hatte, segelte man im Juli 1693 zur Straße von Bab el Mandeb, dem Zugang zum Roten Meer. Dort wartete man auf das nächste Schiff des Großmoguls von Indien. Tew und seinen Männern gelang es, ein Pilgerschiff des Großmoguls zu entern, das neben der Schiffsmannschaft zusätzlich – zum eigenen Schutz gegen Piratenüberfälle – mit 300 Soldaten besetzt war. Die Piraten erbeuteten Waren im Wert von 100.000 Pfund, darunter Gold, Silber, Elfenbein und Edelsteine. Jeder Mann erhielt einen Beuteanteil zwischen 1.200 und 3.000 Pfund, Tew selber soll 10.000 Pfund erhalten haben. Des Weiteren zahlte Tew den Geschäftsleuten auf den Bermudas den zehnfachen Betrag ihres vorgeschossenen Kapitals zurück.
Ein Teil seiner Mannschaft entschied sich, in Madagaskar zu bleiben. Mit dem Rest der Mannschaft segelte er nach Newport auf Rhode Island. Tew verkaufte einen Teil seiner Beute billiger an Arme und Bedürftige. Deshalb galt er bei vielen seiner amerikanischen Zeitgenossen als ehrenwerter Mann. Von Newport segelte Tew nach New York. Der Gouverneur Benjamin Fletcher protegierte Piraten und stellte Tew einen Kaperbrief aus. Im November 1694 segelte Tew erneut nach Madagaskar. Dort traf er den Piraten Henry Every. Gemeinsam segelten sie zum Roten Meer, um Schiffen islamischer Mekka-Pilger aus Indien aufzulauern. Die Piraten erblickten in den frühen Morgenstunden zwei Schiffe, die „Fateh Mahomed“ und die „Gang-i-Sawai“.
Tew verfolgte mit seiner „Amity“ die „Fateh Mahomed“ und erreichte diese nach einiger Zeit. Als sich die Besatzung des Piratenschiffes zum Entern vorbereitete, feuerte die „Fateh Mahomed“ eine volle Breitseite gegen das Piratenschiff. Tew wurde tödlich verletzt. Wenig später gelang es Every, die „Fateh Mahomed“ zur Übergabe zu zwingen. Nach mehrstündigen Kanonenbeschuss wurde auch die „Gang-i-Sawai“ besiegt. Die Piraten erbeuteten einen märchenhaften Schatz, der einfache Anteil für jeden der 180 Männer betrug 1.000 Pfund.